# Trea Turner
Trea Vance Turner (Boynton Beach, Florida, 30 de junio de 1993), más conocido como Trea Turner, es un jugador profesional estadounidense de béisbol que se desempeña en la posición de campocorto en Philadelphia Phillies, equipo de las Grandes Ligas de Béisbol (MLB). Logró obtener un Bate de Plata.

## Carrera
Turner jugó como profesional siete temporadas en Washington Nationals (2015-2021), después pasó a Los Angeles Dodgers (2021-2022), luego a Philadelphia Phillies, donde lleva jugando dos temporadas.

## Premios
Fue galardonado con el Bate de Plata en una oportunidad (2022).